# Træneren
Træneren (The Coach) er en dansk kortfilm fra 2009. Filmen er instrueret af Lars Kristian Mikkelsen og manuskriptforfatterne er Mogens Rukov, Christoffer Boe og Lars C. Detlefsen. Den er produceret af Carsten Holst.
Filmen er nomineret til en Robert i kategorien Lang Fiktion 2010 og er desuden vinder af Leuven festivalens hovedpris for bedste Europæiske Kort Film 2010.[kilde mangler]

## Medvirkende
- Jens Albinus
- Christian Heldbo Wienberg
- Sarah Juel Werner